# بوون شوم
بوون شوم (به هندی: Bhuvan Shome) فیلمی محصول سال ۱۹۸۷ و به کارگردانی مرینال سن است. در این فیلم بازیگرانی همچون اوتپال دوت، سوهاسینی مولای ایفای نقش کرده‌اند.